# Gotthard Werner
Adolf Gudfast (Gotthard) Werner, född 4 december 1837 i Linköping, död 20 februari 1903 i Rom, var en svensk tecknare och historiemålare. 

## Biografi
Han var son till läkaren Henrik Werner och Ida Werner, född Gradman. Fadern, som var regementsläkare i Linköping, avled 1849 och modern flyttade med till Stockholm (brodern Henrik kom samtidigt in vid Karlberg) när han inledde sina konststudier. Han studerade 1857–1861 vid Konstakademien, där Georg von Rosen hörde till hans studiekamrater. Under akademitiden tilldelades han den Meyerska medaljen 1859. På egen bekostnad reste han 1861 till Antwerpen där han studerade vid konstakademien och övergick till den katolska läran. Från Antwerpen flyttade han tillsammans med sin mor till Paris där han studerade för Émile Signol Från Paris gjorde han kortare målarresor söderut bland annat till Italien. Han flyttade vidare till Sevilla 1866 och bosatte sig för en längre tid i Rom 1869 där han studerade högrenässansens dekorativa måleri. Han försökte länge få ett officiellt resestipendium men drabbades kontinuerligt av avslag slutligen fick han ett privat resebidrag på 1000 kronor av drottning Josefina 1870. Genom Georg von Rosen förmedling fick han uppdraget att utföra en svit målningar för Bolinderska huset i Stockholm och han återvände till Sverige 1876 för att utföra uppdraget. Trots ständiga ekonomiska bekymmer fortsatte han sitt resande han vistades 1881 i Florens och följande höst i Bologna för att året därpå åter vistas i Florens. Han återvände till Sverige 1883 för att delta i tävlingen om en muralutsmyckning av Nationalmuseums vestibul. Han slog sig för en tid ner i Kalmar men reste efter att han tilldelats ett pris för sitt förslag 1884 till Egypten. Hans vistelse i Egypten kantades av ekonomiska problem och när han fick möjlighet återvände han 1889 till Bologna. I samband med att det utlystes en ny tävling om utsmyckningen av Nationalmuseum vistades han i Sverige 1890–1894  men efter att Carl Larssons förslag segrat återvände han till Italien men reste med en ung släkting vidare till Egypten 1896 för att under vintern 1897–1898 arbeta i München. Med några korta återbesök i Sverige kom han därefter att vistas i Italien fram till sin död.
Han fick tidigt beställningar på målningar med kyrkligt motiv och under sin Paristid målade han en altartavla med Ludvig den helige för kyrkan Notre-Dame d´Auders i Argentré i Bretagner och altartavlor för Romersk-katolska kyrkan i Malmö samt Hagakyrkan i Göteborg. Till hans större arbeten räknas muralmålningen Järnet och guldet som han utförde i Bolinderska palatset. Målningen flyttades senare till Jernkontoret i Stockholm och överlämnades därifrån till arkivet för dekorativ konst i Lund. Vid tävlingen om utsmyckningen av Nationalmuseum 1884 tilldelades han andra pris för förslagen Resandet av en runsten, Asarnas ankomst till Norden, Trettioåriga kriget och Väringar i Bysans eftersom tävlingen inte angivit några bestämda ämnen kom Werners förslag att innehålla motiv från forntiden och Sveriges katolska tid. Vid tävlingen 1891 tilldelades han ett tredje pris. Han blev agré vid Kungliga Akademien för de fria konsterna 1868 och medverkade i akademiens utställningar 1866, 1868 och 1877. Han medverkade i världsutställningen i Paris 1889, Svenska konstnärernas förenings utställning i Stockholm 1898. En minnesutställning arrangerades av Konstnärsförbundet i Stockholm 1904. Hans konst består av religiösa motiv, bland annat med heliga Birgitta samt historiemålningar. Werner är representerad vid bland annat Nationalmuseum, Göteborgs museum, Kungliga slottet i Stockholm, Linköpings domkyrka, Norrköpings Konstmuseum, Östergötlands museum, Linköpings läroverk samt Värmlands Museum.